# Mechanicsville, Pennsylvania
Mechanicsville là một thị trấn thuộc quận Schuylkill, tiểu bang Pennsylvania, Hoa Kỳ. Năm 2010, dân số của thị trấn này là 457 người.